# Туризм у Кенії

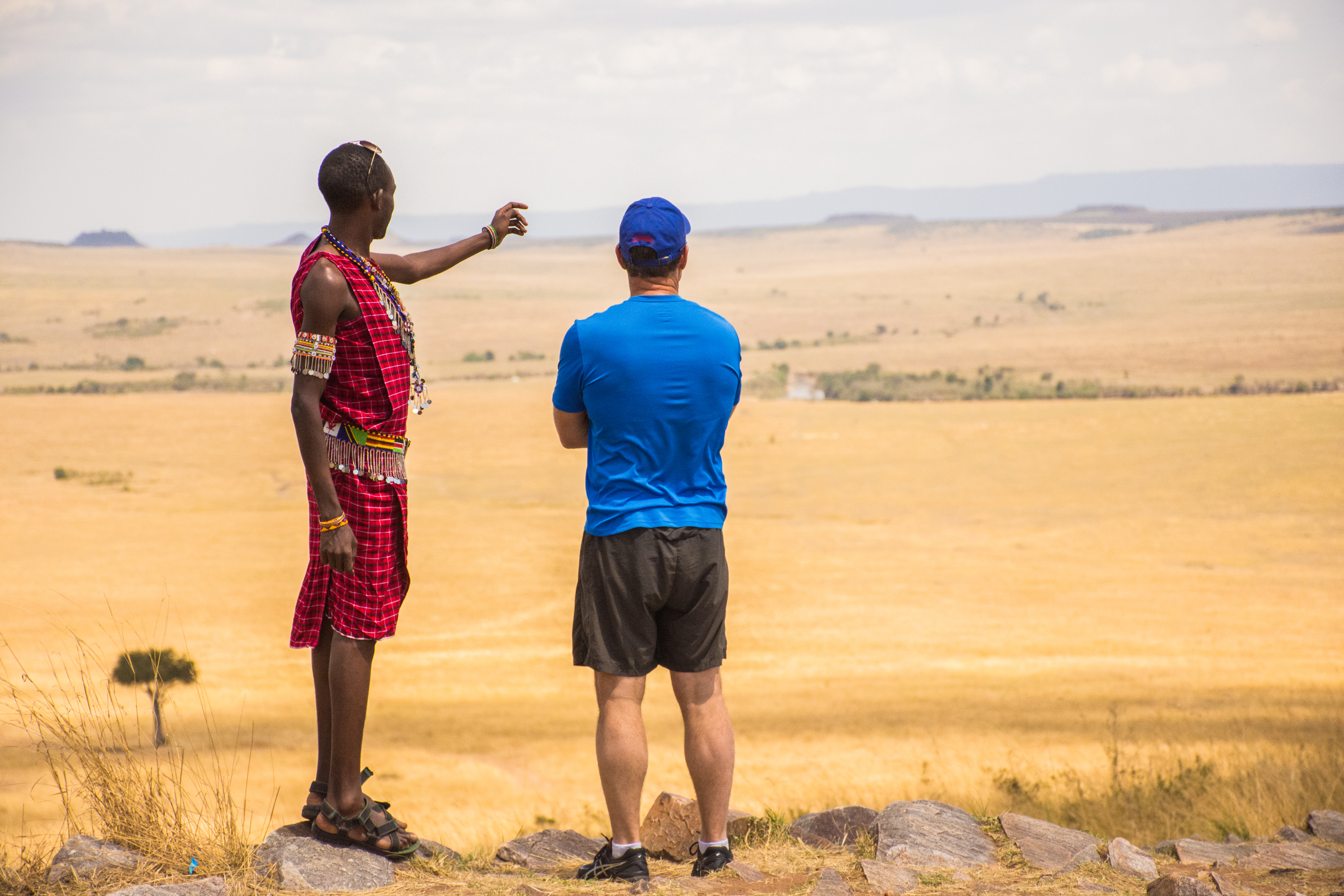
Довідник Масая ділиться своїми знаннями

Туризм у Кенії є другим за величиною джерелом надходження валюти після сільського господарства.  За якість туритичного бізнесу відповідає управління туризму Кенії   

## Історія

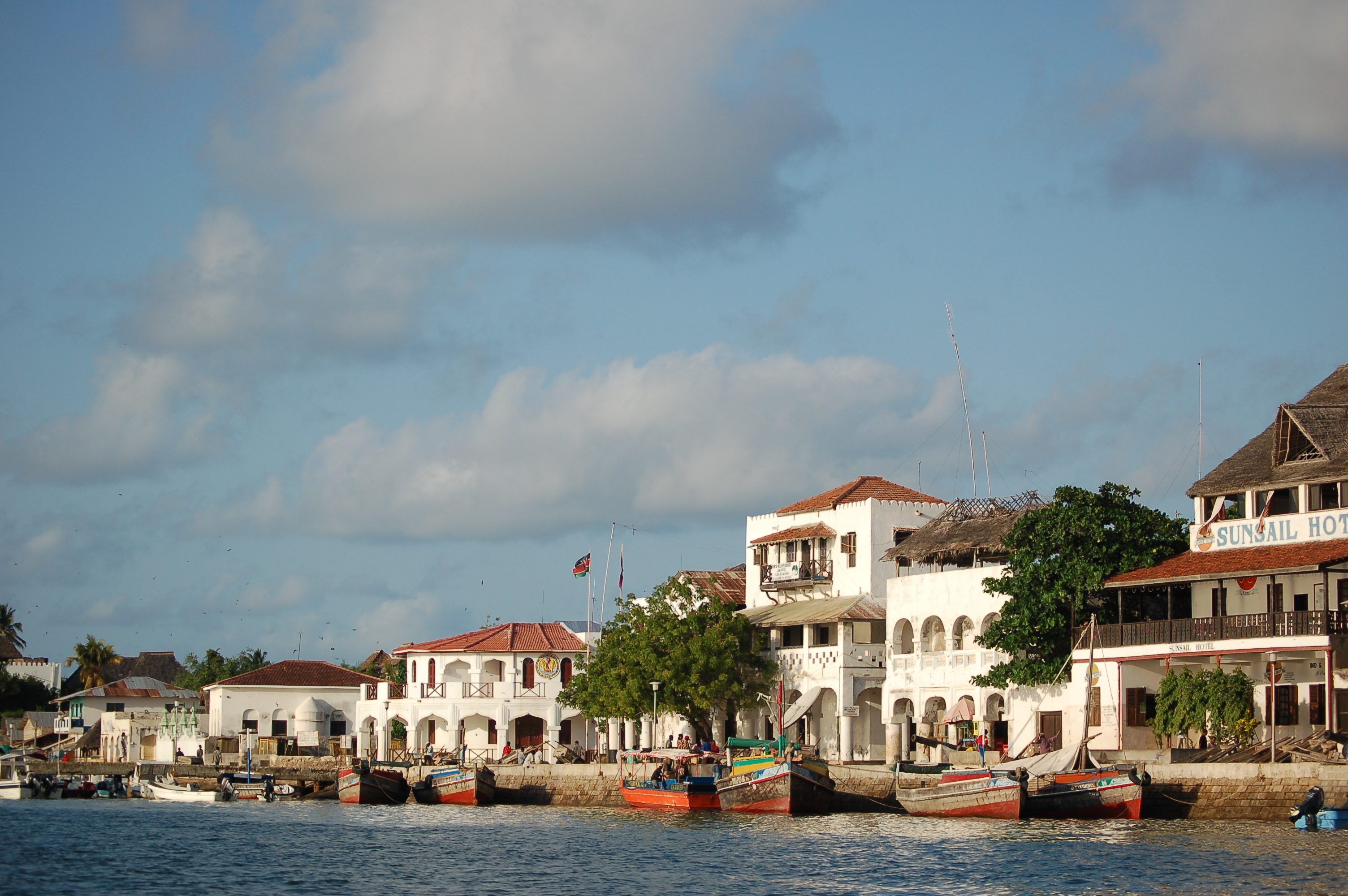
Старе місто Ламу

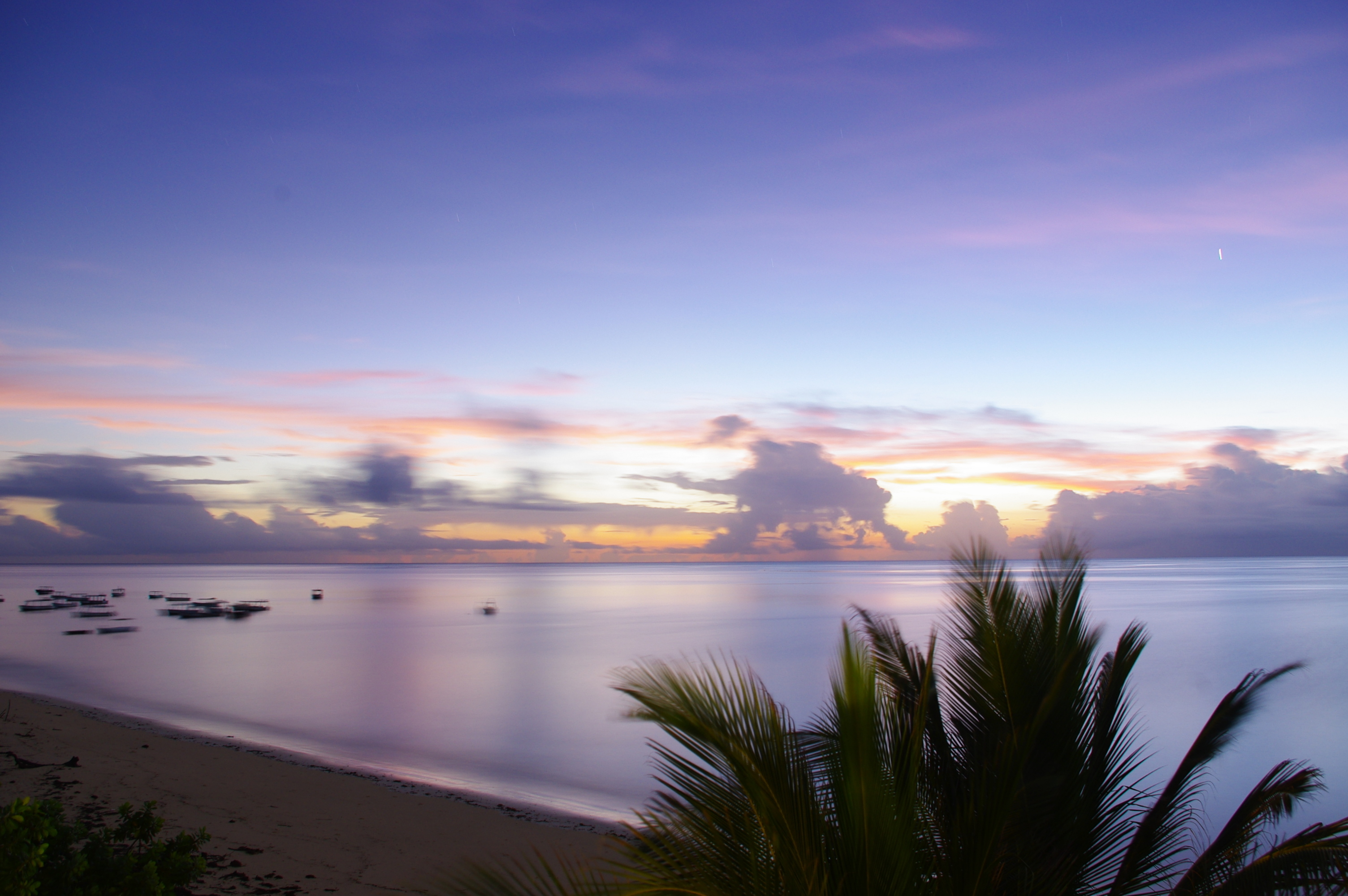
Схід сонця на пляжі Малінді

Пляжний туризм, екотуризм, культурний туризм та спортивний туризм - це частина туристичного сектора Кенії.  Протягом 90-х років кількість туристів, які подорожують до Кенії, зменшилась, частково через широко відомі вбивства кількох туристів.  Однак туризм в Кенії і на сьогоднішній день є одним із провідних джерел валютного курсу поряд з виробництвом кави. 
Після суперечливих президентських виборів 2007 року та кенійської кризи 2007–2008 рр., що потім настала, доходи від туризму зменшились на 54 відсотки порівняно з 2007 р. У першому кварталі 2008 року. Дохід зменшився до 8,08 млрд. шилінгів (130,5 млн. Дол. США) з 17,5 млрд. шилінгів у січні – березні 2007 р.  Загалом в Кенію приїхало 130 585 туристів порівняно з понад 273 000 того року.  Дохід від туристів з Китаю знизився на 10,7% порівняно з понад 50% від традиційних доходів США та Європи.  В той же час, порівняно з попереднім періодом, внутрішній туризм покращився на 45%, туристичний сектор заробив на ньому 3,65 мільярда шилінгів із 8,08 мільярда.  
Конференц-туризм сильно постраждав протягом першого кварталу, знизившись на 87,4% порівняно зі зростанням, який відбувся у 2007 році.  У цей період кількість відвідувачів конференцій зменшилася, через те,що  багато конференцій було скасовано, Кенію відвідали всього  974 особи.  Ділова поїздка зменшилася на 21 відсоток за той час, і 35 914 мандрівників прибули в країну порівняно з 45 338 за той же період попереднього року.  
Кенія отримала нагороду "Кращий відпочинок" на Всесвітній ярмарці подорожей у Шанхаї та Китаї, у квітні 2008 року.  Тодішній постійний секретар Міністерства туризму Кенії — Ребекка Набутола заявила, що нагорода "свідчить про те, що Кенія має унікальний світовий туристичний продукт. Визнання, безсумнівно, сприятиме підвищенню туризму Кенії та зміцненню її провідності як провідного туристичного напряму".  
Кількість туристів досягла максимуму в 1,8 мільйона відвідувачів у 2011 році, перед тим як скотитися через вбивства та теракти у 2013 та 2014 роках, що спричинило обмеження подорожей та консультації, в тому числі з Англії.  Міжнародні туристичні приїзди за 2013 рік становили 1,49 мільйона.  Незважаючи на туристичні консультації в період виборів, туристичні прибуття в Кенію зросли до 105862 у грудні з 72573 у листопаді 2017 року. Прибуття туристів у Кенію в середньому склало 81987,29 з 2006 по 2017 рік.

## Статистика
У 1995 році налічувалось 34 211 готелів, які були заселені на 44%.
У Кенію в 2000 році прибуло 1036 628 відвідувачів, а надходження від туризму складали 257 мільйонів доларів. Того року уряд США оцінив середню вартість перебування в Найробі в 202 доларів на день, порівняно з 94 до 144 доларів на день в Момбасі, залежно від пори року. 

## Екотуризм
Екотуризм - це поїздка людей до природних територій. Метою такої поїздки є зберігання високого пріоритету збереження навколишнього середовища країни та її вплив на життя громади. Така мета відрізняє екоторизм від масового туризму, який є більш організованим та спрямований на переміщення великих груп людей до спеціалізованих місць, або «популярних напрямків», таких як курорти. Масовий туризм часто пропонується в туристичних компаніях, де турист може придбати квиток на літак, готелі, діяльність, харчування тощо у однієї компанії. Цей вид туризму, як правило, не стосується впливу на навколишнє середовище чи зміни клімату, а бізнес та дохід є головним пріоритетом, тоді як головна мета екотуризму - зробити мінімальний вплив на місцеві громади, покращуючи стан їхнього добробуту. Зростання екотуризму щорічно збільшується на 10-15% у всьому світі, 20% цього туризму припадає на подорожі до півдня світу і лише 6%  до країн третього світу.  Дика природа та унікальні ландшафти Кенії привернули зростання екотуризму, і значна частина її економіки в даний час підтримується в основному за рахунок іноземних надходжень від туризму, спричиняючи безліч позитивних і негативних впливів на її культуру, екосистеми та спосіб життя місцевого населення . 

### Позитивні наслідки
Для мандрівників екотуризм є привабливою альтернативою масовій міграції відпочиваючих і пропонує більш інтимну взаємодію з місцевою природою та культурою. Замість того, щоб проводити дозвілля у стінах курорту, екотуристи можуть отримати "реальний" досвід та зможуть краще оцінити природні ресурси, ландшафти та дику природу світу. Екотуризм також вплинув на такі підприємства, як готелі та будиночки, на більш екологічне ставлення до переробки та надання екологічно чистих продуктів. Екотуризм сприяє зростанню економіки країни, також надає нові можливості для місцевих жителів, такі як екскурсоводство, виготовлення та продаж ремесел, продовольчі послуги та культурні виступи, що, в свою чергу, допомагає зменшити потребу людей вдаватися до нестійких практик таких як браконьєрство, полювання та риболовля.  Будівництво нових медичних установ, очищення джерел води, прокладення нових доріг для розміщення туристів, що приїжджають одночасно, підвищує рівень життя і для місцевих громад. Екотуризм допомагає підтримувати екологічну цілісність та біорізноманіття країни, забезпечуючи економічне прагнення до збереження рідної землі та дикої природи у вигляді резервацій та ігрових парків, що сприяють охороні зникаючих видів. Доходи від плати за парки, тури на сафарі, збори за табори та місцеві податки часто також сприяють роботі з охорони природи.  

### Негативні впливи на навколишнє середовище
З ростом туризму та подальшим покращенням економіки у Кенії також настає поступова деградація його оточення та самих екосистем, які нібито будуються як основні пам'ятки туристів. Саме будівництво природоохоронних зон і заповідників дикої природи, як засобу збереження екологічного біорізноманіття протирічить сама собі, оскільки передбачає комерційне знищення незайманої території для існування. Вирубка лісів - це надзвичайно негативний вплив, який виникає в процесі будівництва зон дикої природи та різних приміщень, необхідних для туристів, таких як помешкання, кемпінги, дороги для турів на сафарі, садиби, дрова тощо. Це вирубування лісів не лише призводить до втрати місцевої флори, але й спричиняє різку втрату деяких видів тварин, що там проживають. Внаслідок чого виникає ряд ускладнень: без свого природного середовища проживання тварини вимушені потрапляти в навколишні райони, це викликає скупчення та конкуренцію між раніше неконфліктними видами. Такі конфлікти можуть бути спричинені посухою чи іншими природними змінами. Конкуренція за їжу, укриття та воду стає інтенсивною, і результат може бути потенційно серйозним для цілого населення. 
Відсутність підготовки екскурсоводів, відсутність етики та рекомендацій для туристів сприяє багатьом негативним впливам екотуризму на довкілля Кенії. За один день у національному парку Масая-Мара могло бути до 200 екскурсоводів, що курсували до 700 туристів у парку.  Туристичні путівники, іноді заохочувані хабарем від своїх туристичних пасажирів, часто відхиляються від призначеного маршруту, щоб люди могли ближче оглянути дику природу. Це не тільки шкодить рослинам, які витоптують, що може призвести до дефіциту продовольства для певних видів тварин, який, можливо, може покладатися на них в їжу, але також створює великий стрес для тварини, за якою спостерігають. 
Взаємодія між людьми та дикими тваринами у їх природному середовищі може призвести до низки непередбачених та несвідомих ускладнень. Навіть просто присутність людини може відчути більшість тварин і, хоча це не завжди видно, може змінити їх фізіологію та поведінку. Звук кроків, наближення транспортних засобів або погляд людини є  новим для більшості тварин у дикій природі, це може спричинити великі зміни в їхніх діях, зазвичай вони намагаються ховатися, або ж починають тікати. У деяких випадках, як, наприклад, з літаками, які часто перевозять туристів для повітряних турів, вторгнення настільки тривожне, що викликає масову паніку тварин внизу, це спричиняє травмуванню,  а іноді навіть і загибелі тварин які намагаються втекти. Більш тонкі шуми, спричинені людьми та транспортними засобами, які навіть не здатні почути людським вухом, також можуть спричинити великі порушення деяких сигналів, які використовуються зміями або нічними тваринами для пошуку здобичі, приводячи їх до плутанини або втрати. Більшість негативних впливів туризму на живу природу - це короткочасні зміни у їхній поведінці, але після багаторазового впливу подразників, спричинених людиною, вони можуть стати десенсибілізованими та звиклими до присутності туристів та втратити аспекти їх природної поведінки, що призводить до можливого довгострокового розвитку.  
До негативних впливів на природу можна також віднести й звичайну присутність людей у сільській місцевості, в деяких випадках це суттєво сприяє зміні клімату. Наприклад, збільшення транспортних заторів, вихлопи від сафарі-турів та подорожей на повітряній кулі сприяють забрудненню повітря. Заходи щодо належного вивезення відходів часто не встановлюються, а надлишки стічних вод викидаються на пасовища худоби чи річки, внаслідок чого питна вода забруднюється. Хоча екотуризм, безсумнівно, є екологічно чистим підходом до туризму, ним все ж слід керувати, він має бути стійким і мати мінімальний вплив на тварин, екосистеми та навколишнє середовище в цілому. 

## Дивись також
- Матату (маршрутне таксі Кенії)
- Музика Кенії
- Економіка Кенії

## Подальше читання
- Jolliffe, Lee (2000). Tea and Tourism: Tourists, Traditions and Transformations. Channel View Publications. ISBN 1-84541-056-4.  Jolliffe, Lee (2000). Tea and Tourism: Tourists, Traditions and Transformations. Channel View Publications. ISBN 1-84541-056-4.  Jolliffe, Lee (2000). Tea and Tourism: Tourists, Traditions and Transformations. Channel View Publications. ISBN 1-84541-056-4.
- Nagle, Garrett (1999). Tourism, Leisure and Recreation. Nelson Thornes. ISBN 0-17-444705-1. Nagle, Garrett (1999). Tourism, Leisure and Recreation. Nelson Thornes. ISBN 0-17-444705-1. Nagle, Garrett (1999). Tourism, Leisure and Recreation. Nelson Thornes. ISBN 0-17-444705-1. Nagle, Garrett (1999). Tourism, Leisure and Recreation. Nelson Thornes. ISBN 0-17-444705-1.  Nagle, Garrett (1999). Tourism, Leisure and Recreation. Nelson Thornes. ISBN 0-17-444705-1.  Nagle, Garrett (1999). Tourism, Leisure and Recreation. Nelson Thornes. ISBN 0-17-444705-1..

## Зовнішні посилання
- Міністерство туризму Кенії
- Кенія Корпорація розвитку туризму
- Служба дикої природи Кенії
- Національні музеї Кенії